# 처음부터 너야
《처음부터 너야》(百岁之好一言为定)는 2020년 방송되었던 중국의 드라마이다.

## 줄거리
- 명문대 입학을 목표로 고3 수험생활을 시작한 학교 여신 겸 전교 1등 ‘샤린시’는우수한 성적으로 반장이 된다. 그리고 모범생들의 반에 등장한 엄청난 포스의 문제아 전학생 ‘장정한’! 정한은 PC방에서 알바 뛰느라 등교도 안 하고, 새로 전학 온 학교의 교복도 안 입고, 수업 시간엔 딴짓에만 열중한다. 결국 린시는 전학생 케어 특명을 받고, 정한을 끈질기게 쫓아다니며 그를 바른길로 ‘인도’하던 중 정한에게 숨겨진 사연을 알게 된다. 점차 서로에게 마음을 연 두 사람은 같은 대학에 가자 약속하지만 엇갈리고 만다. 1년이 지난 후, 대학 입학식에서 린시와 정한은 마주치게 되는데…

## 등장 인물
- 왕안위 - 장정한 역
- 샹한즈 (向涵之) - 샤린시 역
- 천쩌 (陈泽) - 천이촨 역
- 판메이예 (潘美燁) - 구샤오만 역
- 자오하오훙 (赵浩闳) - 장화이우 역
- 위안하오 (袁昊) - 친웨 역
- 판전 (范桢) - 추추엔 역
- 먀오시룬 (苗夕伦) - 돤닝 역